# شيسامبا لونغو
شيسامبا لونغو (بالإنجليزية: Chisamba Lungu)‏ (مواليد 31 يناير 1991) هو لاعب كرة قدم زامبي يلعب حاليًا لصالح نادي أورال سفيردلوفسك أوبلاست في الدوري الروسي الممتاز.

## إحصائيات

### النادي
آخر تحديث 21 أغسطس 2014.
| النادي        | النادي                   | النادي                       | الدوري | الدوري  | الكأس  | الكأس   | القارة | القارة  | أخرى   | أخرى    | المجموع | المجموع |
| الموسم        | النادي                   | الدوري                       | الظهور | الأهداف | الظهور | الأهداف | الظهور | الأهداف | الظهور | الأهداف | الظهور  | الأهداف |
| ------------- | ------------------------ | ---------------------------- | ------ | ------- | ------ | ------- | ------ | ------- | ------ | ------- | ------- | ------- |
| 2009–10       | بايا زوغديدي             | الدوري الجورجي الممتاز       | 29     | 1       | 2      | 0       | -      | -       | -      | -       | 31      | 1       |
| 2010          | أورال سفيردلوفسك أوبلاست | الدوري الروسي الدرجة الثانية | 8      | 0       |        |         | -      | -       | -      | -       | 8       | 0       |
| 2011–12       | أورال سفيردلوفسك أوبلاست | الدوري الروسي الدرجة الثانية | 18     | 0       | 1      | 0       | -      | -       | -      | -       | 19      | 0       |
| 2012–13       | أورال سفيردلوفسك أوبلاست | الدوري الروسي الدرجة الثانية | 17     | 2       | 1      | 1       | -      | -       | -      | -       | 18      | 3       |
| 2013–14       | أورال سفيردلوفسك أوبلاست | الدوري الروسي الممتاز        | 22     | 0       | 1      | 0       | -      | -       | -      | -       | 23      | 0       |
| 2014–15       | أورال سفيردلوفسك أوبلاست | الدوري الروسي الممتاز        | 4      | 1       | 0      | 0       | -      | -       | -      | -       | 4       | 1       |
| المجموع       | جورجيا                   | جورجيا                       | 29     | 1       | 2      | 0       | -      | -       | -      | -       | 31      | 1       |
| المجموع       | روسيا                    | روسيا                        | 69     | 3       | 3      | 1       | -      | -       | -      | -       | 72      | 4       |
| المجموع الكلي | المجموع الكلي            | المجموع الكلي                | 97     | 4       | 5      | 1       | -      | -       | -      | -       | 102     | 5       |

### المنتخب
تحديث 6 يونيو 2014
| زامبيا  | زامبيا | زامبيا  |
| السنة   | الظهور | الأهداف |
| ------- | ------ | ------- |
| 2010    | 1      | 0       |
| 2011    | 1      | 0       |
| 2012    | 13     | 0       |
| 2013    | 9      | 0       |
| 2014    | 2      | 0       |
| المجموع | 26     | 0       |

## الألقاب

### النادي
أورال سفيردلوفسك أوبلاست
- الدوري الروسي الدرجة الثانية (1): 2012–13

### المنتخب
زامبيا
- كأس الأمم الأفريقية (1): كأس الأمم الأفريقية 2012

## روابط خارجية
- شيسامبا لونغو على موقع اتحاد تركيا (لاعب) (الإنجليزية)
- شيسامبا لونغو على موقع قاعدة بيانات كرة القدم.إي يو (الإنجليزية)
- شيسامبا لونغو على موقع ناشيونال فوتبول تيمز (الإنجليزية)
- شيسامبا لونغو على موقع Soccerway.com (الإنجليزية)
- شيسامبا لونغو على موقع عالم كرة القدم.نت (الإنجليزية)
- صفحة اللاعب على سوكرواي
- صفحة اللاعب على موقع نادي أورال سفيردلوفسك أوبلاست